# Мика (Саксонија)
Мика или Мико(њем. Mücka, глсрп. Mikow) општина је у њемачкој савезној држави Саксонија. Једно је од 59 општинских средишта округа Герлиц. Посједује регионалну шифру (AGS) 14626320.

## Географски и демографски подаци
Општина се налази на надморској висини од 142 метра. Површина општине износи 24,3 km². У самом мјесту је, према процјени из 2010. године, живјело 1.200 становника. Просјечна густина становништва износи 49 становника/km².